# Новая Зеландия на летних Олимпийских играх 1960
Новая Зеландия принимала участие в Летних Олимпийских играх 1960 года в Риме (Италия) в одиннадцатый раз за свою историю, и завоевала две золотые и одну бронзовую медаль. Сборную страны представляли 4 женщины.

## 01!Золото
- Лёгкая атлетика, мужчины, 800 метров — Питер Снелл.
- Лёгкая атлетика, мужчины, 5 000 метров — Хальберг Мюррей.

## 03!Бронза
- Лёгкая атлетика, мужчины, марафон — Барри Мэги.

## Результаты соревнований

### Академическая гребля
В следующий раунд из каждого заезда проходили несколько лучших экипажей (в зависимости от дисциплины). В финал A выходили 6 сильнейших экипажей.
Мужчины
| Соревнование | Спортсмены  | Предварительный заезд | Предварительный заезд | Предварительный заезд | Отборочный заезд | Отборочный заезд | Отборочный заезд | Полуфинал     | Полуфинал     | Полуфинал     | Финал   | Финал |
| Соревнование | Спортсмены  | Заезд                 | Время                 | Место                 | Заезд            | Время            | Место            | Заезд         | Время         | Место         | Время   | Место |
| ------------ | ----------- | --------------------- | --------------------- | --------------------- | ---------------- | ---------------- | ---------------- | ------------- | ------------- | ------------- | ------- | ----- |
| одиночки     | Джеймс Хилл | 1                     | 7:19,64               | 1 Q                   | не участвовал    | не участвовал    | не участвовал    | не проводился | не проводился | не проводился | 7:23,98 | 4     |

### Парусный спорт
| Класс             | Спортсмены            | Гонка | Гонка | Гонка | Гонка | Гонка | Гонка | Гонка | Очки | Место |
| Класс             | Спортсмены            | 1     | 2     | 3     | 4     | 5     | 6     | 7     | Очки | Место |
| ----------------- | --------------------- | ----- | ----- | ----- | ----- | ----- | ----- | ----- | ---- | ----- |
| Летучий голландец | Мюррей Рэй Рон Уотсон | 9     | 3     | 14    | 4     | 9     | DNF   | 6     | 4641 | 8     |